# Estrada de Ferro Macaé e Campos
A Estrada de Ferro Macaé e Campos foi uma ferrovia que operou no norte do estado do Rio de Janeiro, no Brasil.

## História
Foi criada pela Lei n° 1.464 de 19 de novembro de 1869, e para construí-la e explorá-la foi fundada a "Companhia Estrada de Ferro Macaé e Campos".
Em 3 de fevereiro de 1870, recebeu uma concessão com privilégio de 50 anos para a navegação a vapor entre o porto do Rio de Janeiro e o de Imbetiba, em Macaé. Este último, à época, constituía-se no quinto porto em volume de movimentação no país, atendendo a circulação de exportação e importação de mercadorias de e para o interior da região norte fluminente pelo canal Campos-Macaé.
O primeiro trecho da ferrovia, com 33 quilómetros de extensão, entre Imbetiba e Carapebus (passando por Macaé) e bitola de 0,95 metros, foi inaugurado em 10 de agosto de 1874. A 13 de junho de 1875 foi inaugurado o trecho até Campos dos Goytacazes, totalizando 96,5 quilómetros de extensão.
A inauguração da ferrovia, de maior rapidez e menor custo de operação, conduziu ao rápido declínio da importância do canal Campos-Macaé, que entrou em decadência.
Absorveu a Companhia Ferro-Carril Niteroiense, que operava o trecho Niterói-Rio Bonito da chamada "Ferrovia do Litoral". Em Novembro de 1888 adquiriu a Estrada de Ferro Santo Antônio de Pádua.
A ferrovia foi adquirida, ao final da década de 1880, pela Estrada de Ferro Leopoldina.